# I Regret 2003
«I Regret 2003» — сингл группы De/Vision с альбома «Devolution». Ремикс «Try To Forget» создал российский диджей - DJ RAM, который уже не раз участвовал в релизах группы. За пределами Германии сингл издавался в Швеции и США и только в составе Devolution Tour-Live, как бонусный диск. Вообще-то De/Vision не видели особого смысла в выпуске этого сингла, однако Лоренц Макке, с которым группа прекратила своё сотрудничество, но который владел некоторыми правами на песни, считал иначе. В Германии сингл выпустили в диджипаке. Промосингл вышел в количестве 999 копий, каждая отдельно пронумерована. Немного позднее, а именно 17 декабря, выходит мини-CD «I Regret/A New Dawn».

## Содержание (track list)
CD EU  
Номер по каталогу: SPR 034  
1. I Regret (Radio Remix) (3:37)
2. Bleed Me White (Deadlock Remix) (4:17)
3. Try To Forget (Reminder Remix) (3:48)
4. I Regret (VNV Nation Remix) (5:13)
5. Blue Moon (Live 2003) (2:07)
6. I Regret (Live 2003) (5:12)
7. I Regret (H.M.B Vocoder Mix) (3:51)
8. I Regret (J.A.B. Mix) (3:59)

Mutimedia Track : I regret 2003
CD Promo  
Номер по каталогу: YellowSPR 005 
1. I Regret (Radio Remix) (3:37)
2. I Regret (Videoversion) (3:56)
3. Try To Forget (DJ Ram Dance Remix) (3:45)

Mini CD  
Номер по каталогу: YellowSPR 007 
1. I Regret (Fusion Re-Mix)
2. A New Dawn (Live 2003)